# Ernst von Plener
Ernst von Plener, född den 18 oktober 1841 i Eger, död den 30 april 1923 i Wien, var en österrikisk friherre och statsman, son till Ignaz von Plener.
von Plener ägnade sig i början åt den diplomatiska banan, men invaldes 1873 i riksrådet och gjorde sig där snart bemärkt som en av det tysk-liberala partiets mest framstående talare såväl i riksrådet som i böhmiska lantdagen, varav han även var medlem. Då 1888 samlingspartiet "den förenade tyska vänstern" bildades, blev von Plener dess ledande man, och 1893-95 satt han som representant för vänstern i Windisch-Grätz koalitionsministär, där han innehade finansportföljen. Han nedlade 1895 sitt mandat som ledamot av riksrådet, emedan koalitionen emellan de moderata partierna strandat, och blev president i Oberster Rechnungshof. År 1900 blev von Plener medlem på livstid av österrikiska herrehuset och upphöjdes sedermera i friherrligt stånd (förut förde han, liksom fadern, adelstiteln Edler). von Plener gjorde sig även bemärkt som författare i nationalekonomiska frågor och som den mest framskjutne representanten i Österrike för den internationella fredsrörelsen. Hans Erinnerungen utkom 1911 och 1921 i 3 band, hans Reden 1873–1911 1911.